# Agdistis satanas
Agdistis satanas is een vlinder uit de familie van de vedermotten (Pterophoridae). De wetenschappelijke naam werd in 1875 gepubliceerd door Pierre Millière.
De soort komt voor in Europa.

## Synoniemen
- Agdistis nanus Turati, 1924
- Agdistis pseudosatanas Amsel, 1951